# Colette Sandstedt
Colette Sandstedt (* 20. Jahrhundert) ist eine US-amerikanische Film- und Fernproduzentin im Bereich der Dokumentation.
Sandstedt studierte an der University of California, Berkeley und dem American Film Institute. Mitte der 2000er Jahre produzierte sie 2004 den Kurzfilm Sunset Tuxedo und sie war für die Fernsehproduktion MythBusters – Die Wissensjäger tätig. Seit den 2010er Jahren ist sie als Regisseurin, Autorin und Produzentin an verschiedenen Dokumentarprojekten beteiligt. Sie arbeitete dabei für Institutionen wie der Woods Hole Oceanographic Institution, verschiedenen Museen, filmte in der Natur und Sportaktivitäten sowie Raketenstarts. Ihre Arbeiten entstanden auch für Sender wie dem History Channel, Discovery Network und National Geographic, ferner für das Magazin The New Yorker.
Für den von ihr gemeinsam mit der Regisseurin Laura Nix realisierten Kurzfilm Walk Run Cha-Cha war Sandstedt bei der Oscarverleihung 2020 für den Oscar in der Kategorie Bester Dokumentar-Kurzfilm nominiert.
Sandstedt ist Mitglied des Netzwerkes Women in Film and Television und der International Documentary Association.